# Jaume Salés i Sanjaume
Jaume Salés i Sanjaume (Roda de Ter, 1932 – 6 de juliol de 2010) fou un escriptor i historiador català. Destacà tant per les seves importants aportacions en el camp de la història local, com per la seva producció literària que comprèn pràcticament tots els gèneres.
Va ser membre de la Penya Verdaguer, al costat de Josep Puigdollers i Josep Clarà i d'escriptors reconeguts com Miquel Martí i Pol i Emili Teixidor. Reconegut activista cultural, tant a nivell local com comarcal, fundà i fou membre de diferents entitats rodenques com Tertúlia i Nova Tertúlia, juntament amb Miquel Vilar i Blanch i Anton Vilaseca. Va desenvolupar, així mateix, una important tasca com a impulsor de publicacions locals. Durant anys va col·laborar com a redactor i articulista de la revista Roda de Ter, de la que també fou director. A més a més va fundar la revista humorística El Mussol i el periòdic local El 13. Una de les seves obres més reconegudes i que adquirí una gran popularitat als anys vuitanta, fou l'obra en vers, l'Encís del Pessebre, també coneguda com els Pastorets de Roda.
L'any 2012, l'ajuntament del seu poble natal, Roda de Ter (Osona), decidí retre-li un darrer homenatge amb la instauració del premi Jaume Salés i Sanjaume de teatre per premiar biennalment la millor obra dramatúrgica en llengua catalana que es presentés al certamen.